# Chapter One: Greatest Hits
Albums de Jay-Z
MTV Unplugged
(2001) The Best of Both Worlds
(2002)
Chapter One: Greatest Hits est une compilation du rappeur Jay-Z sorti en 2002. Cet album compilation contient des titres extraits de ses trois premiers albums : Reasonable Doubt (1996), In My Lifetime, Vol. 1 (1997) et Vol. 2: Hard Knock Life (1998). L'album contient également des remixes.

## Liste des titres
1. « Hard Knock Life (Ghetto Anthem) » (version radio) (produit par The 45 King)
2. « Wishing on a Star (version radio) » (feat. Gwen Dickey) (produit par Trackmasters)
3. « (Always Be) Sunshine » (version radio) (feat. Foxy Brown) (produit par Daven "Prestige" Vanderpool)
4. « The City Is Mine » (version album) (feat. Blackstreet) (produit par Teddy Riley)
5. « Can't Knock the Hustle (version radio) » (feat. Mary J. Blige) (produit par Knobody, coproduit par Dahoud Darien & Sean Cane)
6. « Ain't No Nigga » (version radio) (feat. Foxy Brown) (produit par Big Jaz)
7. « Imaginary Player » (produit par Daven "Prestige" Vanderpool)
8. « Money Ain't a Thang » (feat. Jermaine Dupri) (produit par Jermaine Dupri)
9. « Can I Get A... » (feat. Amil & Ja Rule) (produit par Irv Gotti & Lil' Rob)
10. « Streets Is Watching » (produit par Ski)
11. « Money, Cash, Hoes » (feat. DMX) (produit par Swizz Beatz)
12. « I Know What Girls Like (Fly Girly Dub) » (feat. Lil' Kim & Puff Daddy) (produit par Ron "Amen-Ra" Lawrence & Sean "Puffy" Combs)
13. « Feelin' It » (feat. Mecca) (produit par Ski)
14. « Dead Presidents II » (produit par Ski)
15. « Wishing on a Star (D'Influence Remix) » (feat. Gwen Dickey) (produit par D'Influence)
16. « Can't Knock the Hustle (Fool's Paradise Remix) » (feat. Meli'sa Morgan) (produit par Irv Gotti)
17. « Ain't No Nigga (Rae & Christian Mix) » (feat. Foxy Brown) (produit par Rae & Christian)
Titre bonus pour le Japon
18. « Brooklyn's Finest » (feat. The Notorious B.I.G.) (produit par Clark Kent)

## Samples
- « Can't Knock The Hustle » contient un sample de « Much Too Much » de Marcus Miller
- « Brooklyn's Finest » contient un sample de « Ecstasy » de The Ohio Players
- « Dead Presidents II » contient un sample vocal de « The World Is Yours (Remix) » de Nas, un sample de « Dreams of Tomorrow » de Lonnie Liston Smith (mélodie) et un sample de « Oh My God (remix) » de A Tribe Called Quest (percussions)
- « The City Is Mine » contient des samples de « You Gonna Make Me Love Somebody Else » de The Jones Girls et de « You Belong To The City » de Glenn Frey
- « (Always Be My) Sunshine » contient des samples de « Rockin It » de Fearless Four et de « Sunshine » d'Alexander O'Neal
- « Streets Is Watching » contient un sample de « I Got The(BLUES) » de Labi Siffre
- « Imaginary Player » contient un sample de « Imaginary Playmates » de Rene & Angela
- « Hard Knock Life (Ghetto Anthem) » contient un sample de « It's a Hard Knock Life » de la comédie musicale Annie
- « Money Ain't a Thang » contient un sample de « Weak at the Knees » de Steve Arrington